# Castello Spinola
Das Castello di Campo Ligure ist eine Burg in der italienischen Region Ligurien. Sie liegt auf einem Hügel inmitten der Ortschaft von Campo Ligure, das zur Metropolitanstadt Genua gehört, im Tal des Stura Flusses, der sich aus den Ligurischen Bergen Richtung Mittelmeer ergießt. Die Burg diente wohl zur Kontrolle des Tales, das hier ein wichtiges Zugangstal vom Piemont zur ligurischen Küste darstellt.

## Geschichte
Da die Burg in mehreren Phasen über Jahrzehnte hinweg erbaut wurde, ist eine genaue Datierung des Baujahrs schwierig bis gar unmöglich. Als Entstehungszeitraum wird teilweise die Epoche des Römischen Reichs oder das 9. Jahrhundert angegeben, wohingegen das Hochmittelalter als die wahrscheinlichste Entstehungszeit gilt. Die hexagonal angelegte Burgmauer wird auf das 12. bis 13. Jahrhundert datiert; der Wohnturm scheint hingegen jüngeren Alters zu sein und steht an der Stelle eines im Mittelalter errichteten Turms. Inhaber des Lehens war die Genueser Patrizierfamilie Spinola.

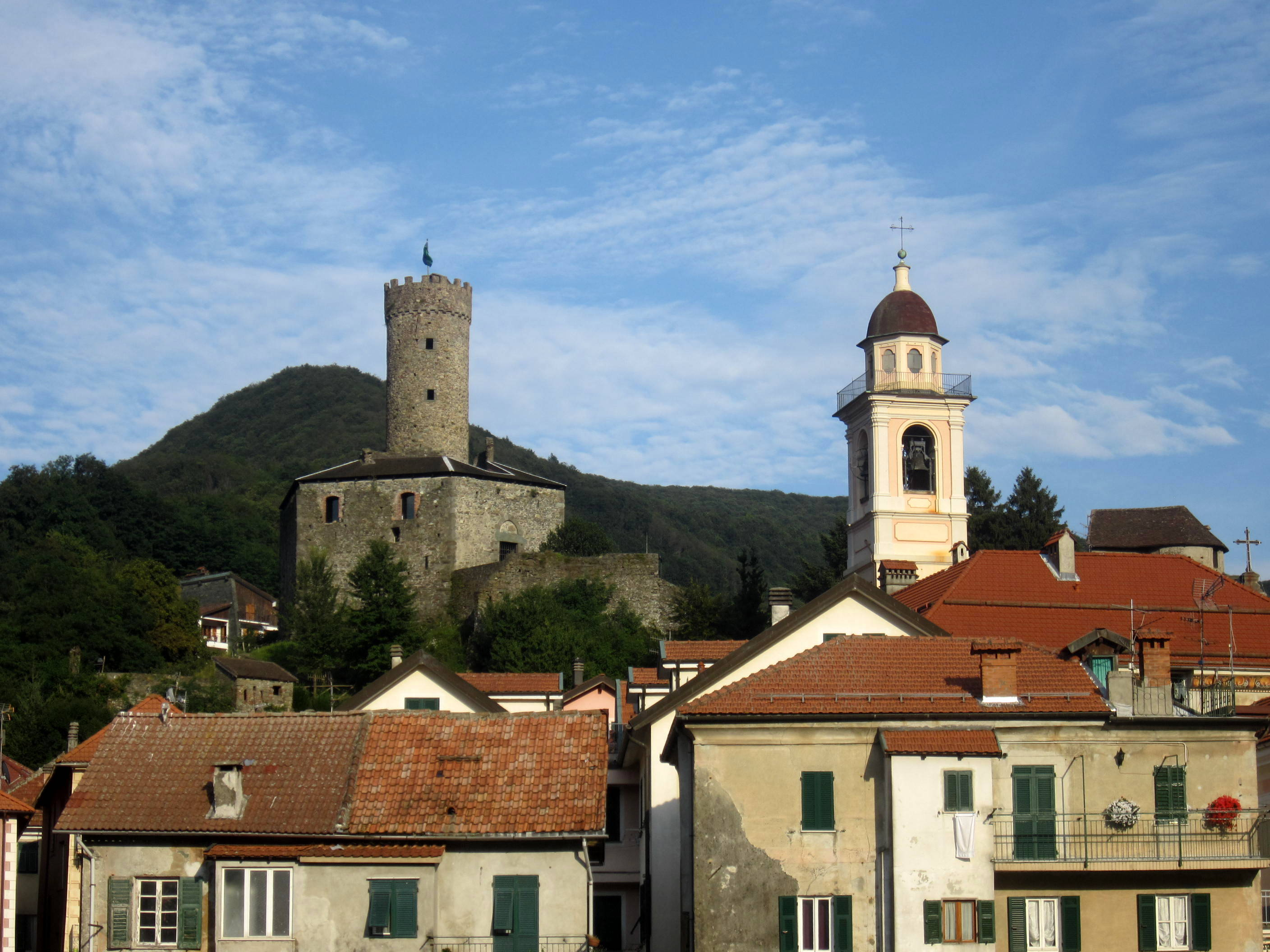
Castello di Campo Ligure